# Order Świętego Jakuba od Miecza (Hiszpania)

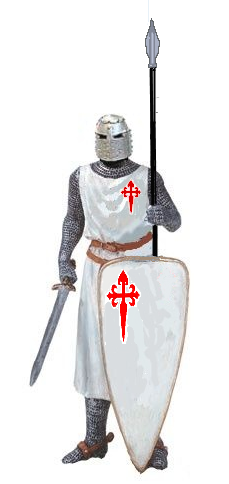
Rycerz Santiago

Order Świętego Jakuba od Miecza, również Order Rycerski św. Jakuba, daw. Zakon Santiago, Zakon św. Jakuba z Composteli, Zakon św. Jakuba od Miecza – zakon rycerski utworzony w 1170 na bazie bractwa rycerskiego, skupiającego rycerzy broniących pątników zmierzających do Composteli, wówczas jednego z najsłynniejszych miejsc pielgrzymkowych w Europie.
Założycielem zakonu był król Leónu Ferdynand II, który zapragnął użyć tych rycerzy do aktywnej walki z Maurami. Pierwszą siedzibą zakonu był zamek Cáceres. Od 1174 główną siedzibą zakonu stał się zamek Uclés w Kastylii, a król kastylijski Alfons VIII Szlachetny – głównym protektorem zakonu. Jako zakon rycerski zatwierdził bractwo św. Jakuba papież Aleksander III w 1175, biorąc go 2 lata wcześniej pod swoją protekcję.

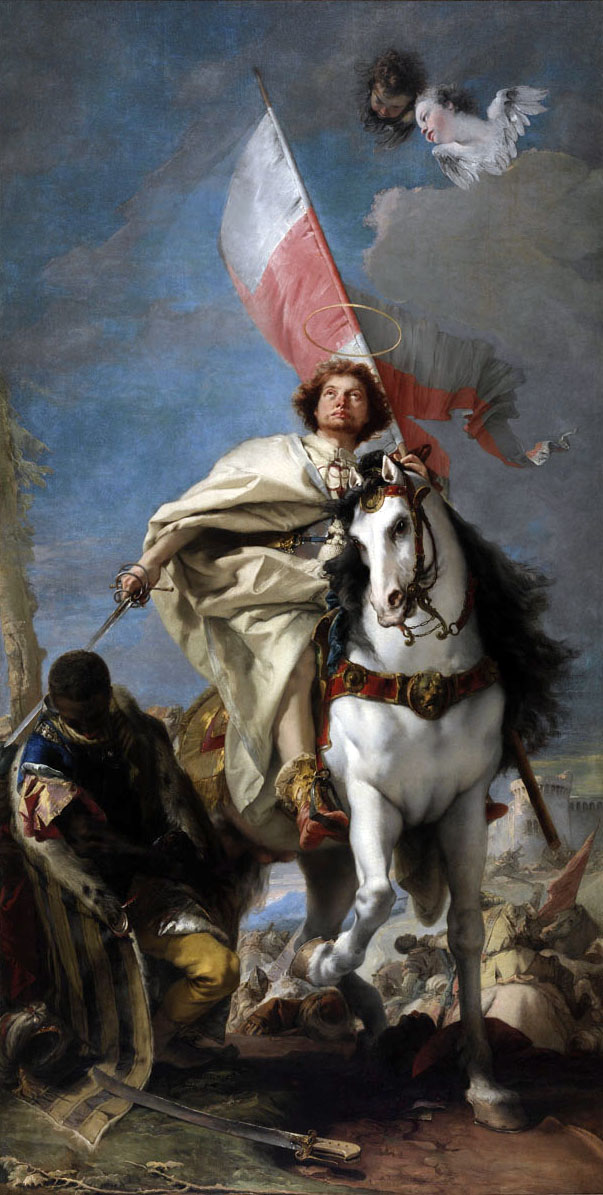
Św. Jakub jako pogromca Maurów w stroju rycerza Santiago, Giovanni Battista Tiepolo (Muzeum Sztuk Pięknych, Budapeszt).

Jego reguła, bazująca na augustiańskiej, była niezwykła, gdyż od początku w jego szeregi przyjmowano także żonatych mężczyzn. Mieli oni w pewnych okresach mieszkać w domach zakonnych, a w czasie rozłąki zakon opiekował się ich żonami i dziećmi. Żony również należały do zakonu. Dzieci, kiedy podrosły, mogły złożyć śluby zakonne i pozostać w klasztorze, mogły też wybrać życie świeckie. We wspólnotach zakonnych żyły więc niekiedy całe rodziny. Podczas adwentu, wielkiego postu i wielkich świąt rycerze musieli żyć wstrzemięźliwie. Wdowcy i wdowy za zgodą wielkiego mistrza lub przełożonego klasztoru mogli ponownie wstępować w związek małżeński. Reguła ta, a także udział w wojnach z Maurami przynoszących duże zyski zakonowi spowodowała napływ licznych kandydatów, a bogactwo zakonu zostało jeszcze pomnożone licznymi nadaniami i przywilejami królewskimi i kościelnymi.
W szczytowym momencie swojego rozwoju posiadłości zakonu Santiago były większe niż dwóch pozostałych wielkich zakonów rycerskich w Hiszpanii – Kalatrawa i Alkantara – razem wziętych. W samej Hiszpanii dobra zakonu obejmowały 83 komandorie, w tym 3 zarezerwowane dla wielkich mistrzów, 2 miasta, 178 wsi i miejscowości, 200 parafii, 5 szpitali, 5 konwentów i szkołę wyższą w Salamance. Liczba rycerzy wynosiła 400, a zakon mógł wystawić naraz 1000 konnych żołnierzy. Oprócz Hiszpanii zakon miał także posiadłości w Portugalii, Francji, Włoszech, na Węgrzech i w Ziemi Świętej. Odłam portugalski stał się autonomiczny w 1288 i całkowicie niezależny od wielkiego mistrza w Kastylii w 1316 (później został jednym z portugalskich orderów zasługi i do dziś jest nadawany jako Order św. Jakuba od Miecza).
W 1499 Zakon Santiago, podobnie jak zakony Kalatrawa i Alkantara został związany z koroną hiszpańską, co zostało potwierdzone przez papieża w 1523. Od tego czasu wszystkie 3 zakony mają wielkiego mistrza wywodzącego się z rodziny królewskiej. Z czasem godność rycerza zakonu stała się tylko tytułem honorowym, nadawanym przez króla dygnitarzom zasłużonym dla kraju i rodziny panującej – król nadawał odznaki zakonne jako ordery za zasługi dla państwa lub korony.
W 1835 zakonowi odebrano mu cały majątek, ale działał w Hiszpanii aż do 1931, kiedy został zakazany przez lewicowy republikański rząd hiszpański. Jednakże dalej istniał na emigracji.
Obecnie wielkim mistrzem jest król Hiszpanii Filip VI Burbon. Prezydentem Rady Czterech Zakonów i Wielkim Komandorem zaś Karol, Książę Obojga Sycylii, Parmy i Kalabrii.